# Preßnitz (Fluss)
Die Preßnitz (tschechisch: Přísečnice oder Přísečný potok) ist ein rechter Nebenfluss der Zschopau in Tschechien und Sachsen.

## Verlauf

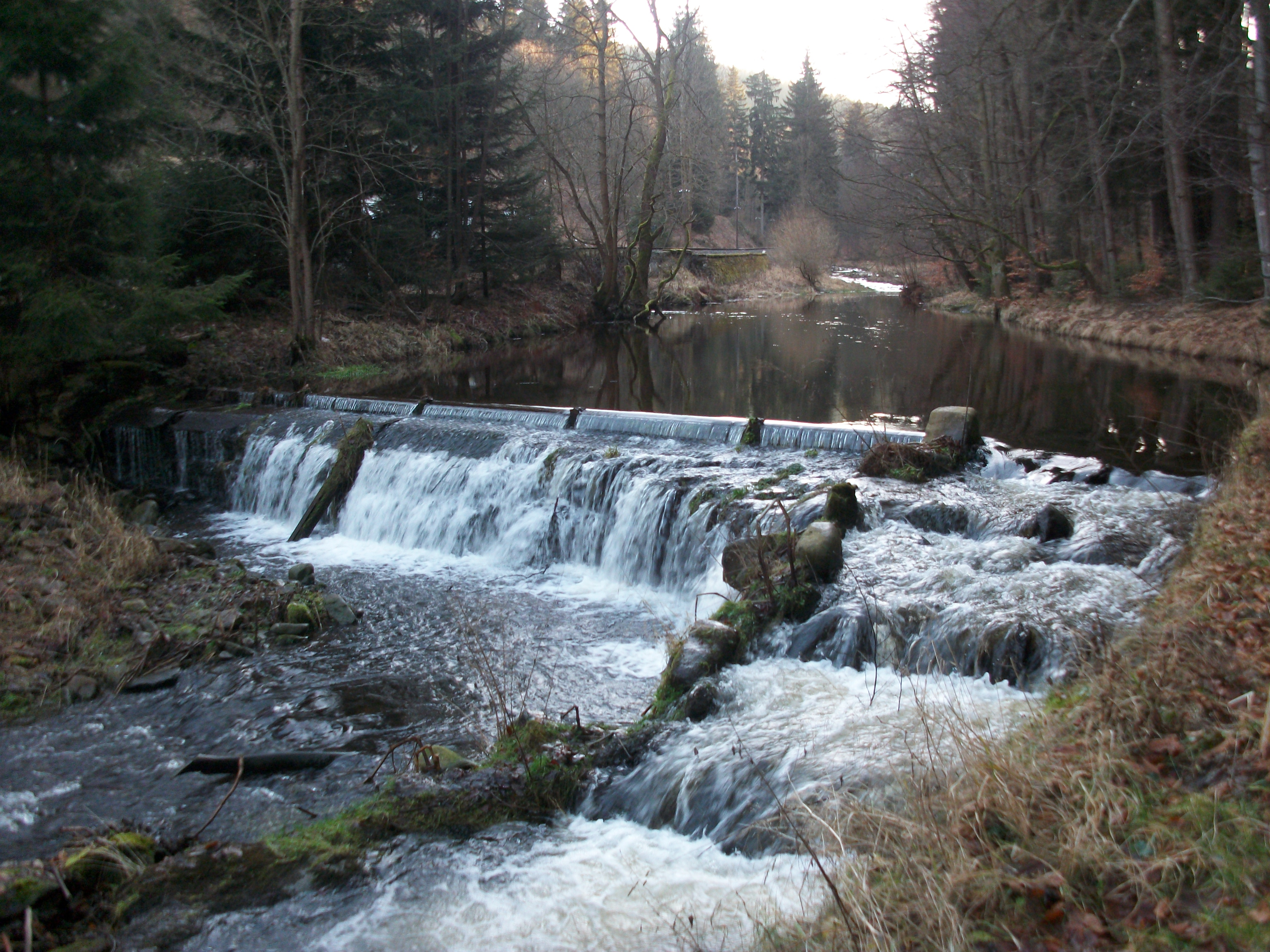
Die Preßnitz bei Steinbach

Die Preßnitz entspringt im böhmischen Teil des Erzgebirges in der Roten Sudel bei Oberhals (Horní Halže), nordwestlich der Bergstadt Kupferberg (Měděnec).
In ihrem Oberlauf durch das Bergbaugebiet von Orpus (Mezilesí u Přisečnice) bis zur Einmündung des aus Dörnsdorf (Dolina) kommenden Hammerbaches (Hamerský potok) wurde sie früher Hammerlebach genannt.
Auf dem weiteren Verlauf der Preßnitz nach Norden befand sich früher die alte Bergstadt Preßnitz (Přísečnice), die im Jahre 1973 einschließlich der Nachbarorte Reischdorf (Rusová) und Dörnsdorf (Dolina) aufgegeben wurde, um an ihrer Stelle die Preßnitz zu stauen und eine Talsperre zu errichten. 1976 war der Bau der Trinkwassertalsperre Preßnitz (vodní nádrž Přisečnice) abgeschlossen. Nördlich der Talsperre an der Grenze zu Sachsen liegt der Ort Christophhammer (Kryštofovy Hamry), in dem sich eines der sieben Blaufarbenwerke in Böhmen, das Blaufarbenwerk Christophhammer befand.
Bei Schmalzgrube, dem ersten sächsischen Ort an der Preßnitz, mündet das von Jöhstadt kommende Schwarzwasser ein.
Auf dem Weg nach Steinbach liegt im Preßnitztal das Schaubergwerk Andreas-Gegentrum-Stolln. Wegen der vor Ort vorhandenen Eisenerzlagerstätten, der starken Wasserkraft und dem einfachen Holzerwerb in den umliegenden Wäldern waren entlang der Preßnitz bis in das 19. Jahrhundert hinein zahlreiche Hammerwerke in Betrieb, so in Schmalzgrube, Ober-, Mittel- und Niederschmiedeberg.
In Niederschmiedeberg mündet der von Arnsfeld kommende Rauschenbach ein. In Streckewalde fließt der aus Mildenau kommende Sandbach zu. Kurz darauf mündet die Preßnitz südlich der Stadt Wolkenstein in die Zschopau.

## Preßnitztalbahn
Zwischen Wolkenstein und Jöhstadt verlief von 1892 bis 1986 parallel zur Preßnitz die Schmalspurbahn Wolkenstein–Jöhstadt. Nach deren Stilllegung entstand zwischen Wolkenstein und Steinbach ein Wander- und Radweg auf dem ehemaligen Bahndamm, von dem aus der Verlauf der Preßnitz gut zu verfolgen ist. Auf dem Teilstück Steinbach–Jöhstadt wurde zwischen 1995 und 2000 auf dem alten Bahndamm die Museumsbahn Preßnitztalbahn – wiederum in Spurweite 750 mm – aufgebaut.

## Naturschutz
Nahezu sämtliche Flächen, die ihren Verlauf in Sachsen sowie ihre Zuflüsse umsäumen, wurden 2011 zum Gebiet von gemeinschaftlicher Bedeutung bestimmt. Dieses natura-2000- oder FFH-Gebiet "Preßnitz- und Rauschenbachtal" ist etwa 850 Hektar groß. Erhaltungsziele sind insbesondere die Lebensraumtypen Artenreicher Borstgrasrasen, Uferstaudenfluren sowie die umliegenden Berg-Mähwiesen und Bestände von Großem Mausohr, Bachneunauge und Groppe. Im Süden liegt das Preßnitztal teils zugleich im seit 2007 bestehenden, sich nach Osten hin auf 4700 Hektar ausdehnendem Europäischen Vogelschutzgebiet "Erzgebirgskamm bei Satzung", in dem etwa die Arten Baumfalke, Bekassine, Birkhuhn, Eisvogel, Heidelerche, Kiebitz, Neuntöter, Raubwürger, Uhu, Wachtelkönig, Wespenbussard, Zwergschnäpper und der Wendehals nachgewiesen wurden.